# Tiger Rose
Tiger Rose è un film del 1923, diretto da Sidney Franklin. Il film è basato sul lavoro teatrale omonimo del 1917 di Willard Mack e David Belasco, per il cui allestimento a Broadway la star era Lenore Ulric. La Ulric ha interpretato lo stesso ruolo nel film omonimo del 1929 di George Fitzmaurice.

## Trama
Il mounted policeman canadese Michael Devlin ha ripescato dalle acque del fiume la giovane Rose, e l'ha portata, per i primi soccorsi, al vicino trading post. La ragazza, già orfana di madre, appare aver perso di recente anche il padre, e viene adottata dal locale imprenditore agricolo Hector McCollins. Devlin fa la corte a Rose, la quale tuttavia gli preferisce il 26enne prospettore Bruce Norton, che lavora nelle vicinanze alla costruzione della ferrovia.
Bruce apprende della presenza di tale Lendring, sotto un nome falso, al villaggio/cantiere ferroviario: una sera lo affronta, e, lamentando il trattamento che Lendring avrebbe riservato a sua sorella Helen, in una colluttazione lo uccide con un colpo di pistola. Devlin si mette sulle tracce dell'assassino, che ad un certo punto appare essersi nascosto, ferito, nella cantina dei McCollins. Contemporaneamente appare un signore barbuto, che rivela a Rose di essere a conoscenza della situazione e le promette di far fuggire Bruce.
Il signore barbuto non è altri che Dan, il marito di Helen, che, nonostante fosse sposata, era stata sedotta ed abbandonata da Lendring, da cui la vendetta di Bruce (con l'avallo di Dan). Quando, alla fine, Devlin riesce a rintracciare il fuggitivo, Rose non esita a tenerlo a bada sotto minaccia armata, mentre Bruce si dà alla fuga. Ma Bruce, rendendosi conto che tale azione di Rose potrebbe facilmente far incriminare l'amata, si costituisce.
Non troppi mesi dopo, molto probabilmente grazie all'intercessione delle gerarchie ecclesiastiche, in persona del padre Thibault, che riconosce le motivazioni interiori di Bruce, questi viene rilasciato. Michael Devlin, sempre innamorato di Rose, mentre questa sta andando incontro all'amato ad Edmonton, riesce a farsi promettere dalla ragazza di battezzare il primogenito di lei col nome di Michael, in ricordo del suo contrastato ed impossibile, per quanto reale, amore.